# Хан, Молик
Молик «Джесси» Хан (англ. Molik «Jesse» Khan; род. 8 апреля 2004, Сан-Фернандо, Тринидад и Тобаго) — тринидадский футболист, полузащитник.

## Карьера

### Клубная
В юном возрасти обучался футболу как на родине, так и в США. Уже 15 лет дебютировал в тринидадской Премьер-Лиге за «Дабл-Ю Коннекшн», став самым юным игроком в истории местного чемпионата. Вскоре ему удалось стать и автором его самого юного гола. В апреле 2021 года Хан отправлялся на двухнедельную стажировку в американский клуб MLS «Нью-Йорк Ред Буллз». На родине полузащитник перешел в «Клаб Сандо», но не выступал за него из-за долгой коронавирусной паузы.
Отметив свое 18-летие, Хан заключил контракт со второй командой «Миннесоты Юнайтед» из MLS Next Pro. После перевода полузащитника в основной состав клуба, в августе 2024 года он на правах аренды отправился в датский «ХБ Кёге».

### В сборной
Был ведущим игроком юниорских и молодежной сборной страны. Впервые вызов во взрослую сборную Тринидада и Тобаго получил в 16-летнем возрасте от ее английского наставника Терри Феника. Следующий главный тренер «соки уорриорз» Ангус Ив продолжил подключать Хана к занятиям, назвав его «будущим тринидадского футбола».. В январе 2021 года Хан в 17 лет дебютировал за нее в товарищеском матче против сборную Боливии, выйдя на замену во втором тайме.
В январе 2021 года Хан стал лучшим юным футболистом своей страны. Летом он вместе со сборной участвовал в Золотом Кубке КОНКАКАФ.